# Márcia Fu
Márcia Regina Cunha, znana jako Márcia Fu (ur. 26 lipca 1969 w Juiz de Fora) – brazylijska siatkarka, reprezentantka kraju. W 1996 r. w Atlancie zdobyła brązowy medal olimpijski.